# Языки Бразилии
Бразилия — многоязычная страна, в которой в настоящее время говорят более чем на 300 языках, как иммигрантских, так и аборигенных. Ещё более 120 языков исчезло за последние столетия. Однако основным языком страны является бразильский вариант португальского, единственный официальный язык страны. На остальных языках говорит менее двух десятых процента населения Бразилии. Тем не менее один из аборигенных языков — ньенгату — стал вторым официальным языком муниципалитета Сан-Габриел-да-Кашуэйра в штате Амазонас.

## Португальский язык
Португальский язык — официальный язык Бразилии. Им владеет практически всё население страны (191 миллион на 2009 год), за исключением лишь некоторых индейцев из неконтактных племён. Это единственный язык, используемый в государственных учреждениях, большинстве школ, газет, на радио и телевидении. Бразилия — самая крупная в мире и единственная в Америке португалоязычная страна, окружённая в основном испаноязычными странами, хотя с севера она граничит с англоязычной Гайаной, нидерландоязычным Суринамом и франкоязычной Гвианой, хотя во всех них одним из основных языков общения являются креольские языки.
Португальский язык в Бразилии развил некоторые особенности по сравнению с Португалией и другими португалоязычными странами, что позволяет говорить о бразильском варианте португальского языка. Однако различия между отдельными регионами Бразилии подчас довольно сильны и реально существует не так много особенностей, общих для всей Бразилии. В целом ситуация с различиями между языковыми вариантами Бразилии и Португалии и внутри Бразилии сравнима с ситуацией между американским и британским вариантами английского языка.

## Индейские языки
До прихода европейцев индейцы заселяли всю территорию современной Бразилии и среди них было распространено по разным оценкам от 270 до 1078 различных языков, относящихся к 17 языковым семьям. Первоначально прибывших европейцев было достаточно немного и они были практически исключительно мужчинами, так что им приходилось брать жён из местного населения. Вскоре это привело к тому, что родным языком поколения, родившегося в Бразилии, стали два языка — португальский и один из индейских языков. Так как к приходу европейцев большая часть прибрежного населения Бразилии говорило на языке тупи (т. н. старый тупи), вскоре на его основе развился несколько упрощённая форма — лингва-жерал, которая стала фактически основным языком новой колонии. Впоследствии на его основе сложилось несколько местных разновидностей, наиболее известные из которых — лингва-жерал-паулиста (южный тупи или тупи-аустраль) в районе Сан-Паулу и ньенгату́ (жерал-амазоника) на севере, в районе штатов Пара, Мараньян и Амазонас. Однако после изгнания иезуитов в 1759 году и притока новых иммигрантов из Португалии началось резкое сокращение территории и численности говорящих на тупи и вытеснение его португальским, так что южный тупи исчез полностью, а ньенгату сохранился только в бассейне реки Риу-Негру.
Большая часть индейских языков восточной Бразилии со временем исчезло и сейчас известно около 145 живых индейских языков, распространённых в бассейне реки Амазонка. На них говорит в общей сложности около 250 тыс. человек. Наиболее крупными индейскими языками являются тыкуна (33 тыс. чел.), макуши (19 тыс.), кайва (18 тыс.), тенетеха́ра (тембе-гуазаззара; 15 тыс.), терена (15 тыс.), мундуруку и шавáнте (по 10 тыс.), яномам (9 тыс.), маве́-сатере́ и каяпо́ (по 7 тыс.) и вапиша́на (6,5 тыс.).
Конституция 1988 года (статьи 210 и 231) признают за индейцами право на их языки. Так, в 2003 году три индейских языка получили статус официальных наряду с португальским в муниципалитете Сан-Габриел-да-Кашуэйра в штате Амазонас: ньенгату, тукано и банива.

## Языки иммигрантов
Помимо португальского и многочисленных языков в Бразилии представлено около 30 языков иммигрантов (порт. Línguas alóctones) из стран Европы и Азии.

### Европейские языки
Языки иммигрантов из Европы относятся в основном к германской, романской и славянской группам.
Из германских языков наиболее распространён немецкий язык в нескольких диалектных разновидностях, испытавших значительное местное португальское влияние. Немцы начали переселяться в Бразилию в 1824 году, с тех пор их переселилось около 200 тысяч и в 1986 году в Бразилии насчитывалось 3,6 млн человек немецкого происхождения (порт. teuto-brasileiro), в основном проживающих в южных штатах: Парана, Санта-Катарина и Риу-Гранди-ду-Сул. По оценке на 1996 год той или иной разновидностью немецкого в Бразилии владело более чем 2 млн человек. Наиболее известными разновидностями немецкого в Бразилии являются хунсрюкский диалект (hunsriqueano riograndense, рейнско-франкская группа верхненемецкого ареала) и померанский диалект нижненемецкого языка.
Из романских языков наиболее известен т. н. талиан (Talian или italiano riograndense), развившийся на основе венетского языка с влиянием других языков Италии и португальского языка. Испанский распространён в основном на границе с Аргентиной и Уругваем.
Из славянских языков представлены польский, украинский, русский, распространённые также в основном в южной Бразилии.

### Азиатские языки
В отличие от иммигрантов из европейских стран, не столь давние иммигранты из таких стран, как Япония, Корея и Китай, сосредоточены в основном в крупных городах, где они нередко населяют целые районы (например, район Либердади в Сан-Паулу). Согласно данным Этнолога по-японски в Бразилии говорит 380 тыс. чел., по-корейски — 37 тыс.. Японскоязычная газета, Сан-Паулу-Синбун, выходит в Сан-Паулу с 1946 года.
Некоторая часть китайцев из Аомыня помимо основных китайских языков — севернокитайского и кантонского (юэ), говорит на исчезающем креольском языке — макаэнсе (аомыньский португало-креольский язык).
В Бразилию переселилось также значительное число носителей новоарамейских языков — христиан-арамеев из горного Курдистана.